# Коробов, Павел Иванович

Могила Коробова на Новодевичьем кладбище Москвы

Павел Иванович Коробов (1902—1965) — советский инженер-металлург, организатор промышленности. Герой Социалистического Труда.

## Биография
Окончил Московскую горную академию (1928), инженер-металлург.
Депутат Верховного Совета СССР двух созывов.
- В 1916 году — на Макеевском металлургическом заводе: чернорабочий, ученик слесаря, токарь, газовщик;
- в 1928—1933 годах — на Енакиевском металлургическом заводе: горновой, мастер доменной печи, сменный инженер, начальник доменного цеха;
- в 1936 году — начальник доменного цеха завода имени Г. И. Петровского (Днепропетровск);
- в 1936—1939 годах — на Магнитогорском металлургическом комбинате: начальник доменного цеха, главный инженер, в 1937—1939, 1943 годах — директор;
- в 1939—1955 годах — первый заместитель наркома (министра) чёрной металлургии СССР;
- в 1955—1965 годах — первый заместитель председателя Государственного комитета по новой технике при Совете Министров СССР.

Один из создателей чёрной металлургии страны. Возглавив доменный цех ММК, организовал выпуск чугуна по установленному графику 6 раз в сутки с трёхразовым рапортом мастеров печей и начальников участков о выполнении заданий по выпуску чугуна, внедрил много новшеств в доменном производстве. Как главный инженер, обеспечил окончание строительства рудообогатительной фабрики и первой аглоленты агломерационной фабрики.
Руководил освоением проектной мощности доменных и мартеновских печей, прокатных станов, коксовых батарей, вводом в эксплуатацию прокатных станов «300»-3, «250»-2, уделял внимание ускоренному внедрению передовых методов производства.
В 1943 году, работая одновременно директором ММК и заместителем наркома чёрной металлургии СССР, добился в условиях военного времени нормального снабжения комбината сырьём и увеличения выпуска продукции.
Главный редактор журнала «Сталь».

## Награды
- Медаль «Серп и Молот»;
- шесть орденов Ленина;
- Орден Трудового Красного Знамени.